# Phiêng Luông
Phiêng Luông là một xã thuộc huyện Bắc Mê, tỉnh Hà Giang, Việt Nam. Phiêng Luông là xã vùng sâu, vùng xa cách trung tâm huyện 32 km về phía đông với Tổng dân số toàn xã là 303 hộ = 1.616 khẩu, có 04 dân tộc cùng sinh sống trên 04 thôn. Trong đó dân tộc Mông chiếm đa số với tổng số 292 hộ = 1.566 khẩu (chiếm 96,37% số khẩu toàn xã); dân tộc Tày 07 hộ (chiếm 2,31 %); dân tộc Kinh 03 hộ (chiếm 0,99%) và dân tộc Pu Péo 01 hộ (chiếm 0,33%).

## Địa lý
Xã Phiêng Luông có vị trí địa lý:
- Phía đông giáp tỉnh Tuyên Quang và xã Yên Cường
- Phía tây giáp tỉnh Tuyên Quang và xã Thượng Tân
- Phía nam giáp tỉnh Tuyên Quang
- Phía bắc giáp xã Thượng Tân và xã Yên Cường.

Tổng diện tích tự nhiên là 2.647,55 ha, trong đó đất nông, lâm nghiệp 2.476,20 ha, đất chưa sử dụng 140,33 ha, còn lại là các loại đất khác.

## Địa hình, khí hậu thời tiết
Phiêng Luông có địa hình tương đối phức tạp, độ cao trung bình trên 800 mét so với mực nước biển; nhiệt độ bình quân trong năm là 19,5 độ C; nhiệt độ cao nhất trong năm 35 độ C; nhiệt độ thấp nhất trong năm 3 độ C; lượng mưa bình quân 1.800mm/năm; mưa nhiều từ tháng 4 đến tháng 11 hàng năm; mùa đông thỉnh thoảng xuất hiện hiện tượng sương muối, tuy nhiên tần xuất không nhiều.
Phiêng Luông có nhiều đồi, nhiều dãy núi đá vôi xen lẫn những cánh rừng phòng hộ, rừng tự nhiên xanh mướt điệp trùng với những loài động, thực vật quí hiếm. Phiêng Luông được thiên nhiên ưu đãi, ban tặng nhiều tiềm năng về phát triển cây Dược liệu, chăn nuôi đại gia súc, phát triển các loại hình du lịch sinh thái, du lịch cộng đồng, khám phá hang động, thiên nhiên hùng vĩ, hoang sơ. Với tỷ lệ che phủ rừng đạt trên 75%, không khí luôn trong lành, khí hậu mát mẻ về mùa hè. Vào lúc sáng sớm và chiều tà, Phiêng Luông luôn có làn mây trắng và sương mờ giăng giăng lãng mạn, hấp dẫn và huyền bí; đất đai, thổ nhưỡng, khí hậu khá phù hợp với sự phát triển của nhiều loại thảo dược quí hiếm, thích hợp với một số loại hoa, rau và cây ăn quả. Tuy nhiên, vào mùa Đông, khí hậu của Phiêng Luông tương đối lạnh, xã thường ngập tràn làn sương mờ ảo và nếu có đợt rét đậm, rét hại tràn về, Phiêng Luông đã xuất hiện Tuyết rơi trắng mái nhà, cây cỏ, mặt nước có hiện tượng đóng băng, thích hợp cho những người yêu cảnh quan môi trường, thích khám phá thiên nhiên kỳ thú.

## Hành chính
Xã Phiêng Luông được chia thành 4 thôn: Phiêng Đáy, Phiêng Luông, Cụm Nhùng, Tá Tò.
- Đồng chí: Nguyễn Văn Ái - Bí thư Đảng ủy, chủ tịch HDND xã
- Đồng chí: Sùng Mí Nhù - Phó Bí thư Thường trực Đảng bộ xã
- Đồng chí: Hoàng Mạnh Tiến - Phó Bí thư Đảng ủy, Chủ tịch Ủy ban nhân dân xã.

## Lịch sử
Ngày 13 tháng 2 năm 1987, Hội đồng Bộ trưởng ban hành Quyết định 28-HĐBT về việc chia xã Yên Cường thành 2 xã lấy tên là xã Yên Cường và xã Phiêng Luông. Xã Phiêng Luông có 2.108 hécta đất với 616 nhân khẩu.
Trải qua hơn 33 năm, với sự quan tâm, đầu tư của Nhà nước, sự nỗ lực phấn đấu, từng bước khắc phục khó khăn để trưởng thành; cơ sở vật chất, Trụ sở làm việc, Trạm xá, Trường học, Đường giao thông đến trung tâm xã và các thôn từng bước được đầu tư, xây dựng đáp ứng nhu cầu phát triển; hệ thống chính trị luôn được quan tâm, kiện toàn, củng cố, trong sạch vững mạnh; diện mạo của xã đã khang trang hơn, đời sống vật chất, tinh thần của Nhân dân đã từng bước được cải thiện. Mặc dù vậy, với xuất phát điểm về kinh tế, xã hội thấp do đó, Phiêng Luông vẫn là xã thuộc diện đặc biệt khó khăn, qui mô dân số thấp; theo số liệu tháng 12 năm 2022, xã có 4 thôn với 307 hộ; tổng số nhân khẩu 1.566, trong đó số người trong độ tuổi lao động chiếm tỷ lệ 54,29%; về cơ cấu dân số chủ yếu là Dân tộc Mông chiếm 94,86%, còn lại là Dân tộc Pu Péo, Tày, Kinh chiếm 5,14%; đời sống của Nhân dân còn nhiều khó khăn, tỷ lệ hộ nghèo, cận nghèo còn khá cao.
Tuy nhiên, với bản chất cần cù, chịu khó, thật thà, chất phác, nhân dân Phiêng Luông luôn đoàn kết, tin tưởng tuyệt đối vào chủ trương, đường lối lãnh đạo của Đảng, chấp hành tốt chính sách, pháp luật của Nhà nước; đã xuất hiện những hộ gia đình làm ăn kinh tế giỏi, mạnh dạn đầu tư vào chăn nuôi gia súc; hiện nay đã có 5 hộ gia đình triển khai thử nghiệm mô hình dịch vụ du lịch Homestay; nhân dân Phiêng Luông đang từng bước vươn lên thoát nghèo, xây dựng quê hương giàu đẹp. Hằng năm, vào mùa xuân nhân dân thường tổ chức Lễ hội Gầu Tào – Bản sắc văn hóa truyền thống đặc sắc của đồng bào Dân tộc Mông với các hoạt động Văn hóa - Thể thao phong phú như: Múa khèn, hát giao duyên, hát đối qua dây, bắn nỏ, đẩy gậy, kéo co, đánh yến, chơi quay… và sau hết, không thể thiếu phần văn hóa ẩm thực với các món ăn truyền thống như mèn mén, thắng cố, thịt hun khói hầm, gà xào gừng và những bát rượu ngô sóng sánh, tràn đầy men say tình đất, tình người với truyền thuyết dân gian “Cây Mùng hóa Đá” làm nao lòng người.